# Alexander von Janitzky
Alexander von Janitzky (* 1948) ist ein deutscher Schauspieler und Regisseur. 

## Werdegang
Von Janitzky arbeitete zunächst als freier Journalist. In Frankreich  wurde er Mitte der 1970er Jahre Mitglied bei der Theater- und Künstlergruppe „Théâtre du Moulin“ in Bordeaux. Er absolvierte von 1976 bis 1980 eine Schauspielausbildung und ein Regiestudium in Paris (Universität Paris VIII/St. Denis). Von 1982 bis 1984 war er an der Berliner Schaubühne am Halleschen Ufer engagiert, wo er kleine Rollen in Klaus Michael Grübers Inszenierung von Hamlet spielte. Außerdem absolvierte von Janitzky in dieser Zeit eine Regiehospitanz bei Peter Stein. Weitere Schauspielstudien erfolgten Mitte der 1980er Jahre bei Walter Lott, zudem besuchte er Seminare am The Actors Studio in New York City.
Als Theaterregisseur hatte von Janitzky Engagements am Borcherttheater Münster, Staatstheater Kassel, Theater in der Westermühle München, Studio Theater im PEP München, Theater am Sachsenring Köln, Horizont Theater Köln (1994) und von 1998 bis 2003 regelmäßig am Euro Theater Central Bonn, wo er auch als Schauspieler in verschiedenen Rollen zu sehen war. Weitere eigene Inszenierungen realisierte er am Theater der Keller in Köln. Seit 2008 inszeniert er regelmäßig am Studiotheater Oberberg in Wiehl. Mit Beginn der 1990er Jahre war von Janitzky auch in verschiedenen Fernsehrollen zu sehen. 2006 inszenierte er mit Jürgen Drews die Filmkomödie Der Prinz von Wanne-Eickel. Ab dem September 2009 übernahm er in der Fernsehserie Das Haus Anubis die Rolle des Dr. Zeno Trabas, die er bis 2012 fortführte. Von 2014 bis 2019 war er fester Bestandteil des „Digitalen Quartetts“ in Jan Böhmermanns ZDF-Neo Magazin Royale. 
Alexander von Janitzky lebt in Köln.

## Filmografie (Auswahl)
- 1998: TV Kaiser
- 1999: Motorradcops
- 2000: Höllische Nachbarn – Chaos im Hotel
- 2001: Anwälte der Toten (Fernsehserie)
- 2002: SK Kölsch
- 2003: Offene Rechnung
- 2003: Unter uns
- 2006: Der Prinz von Wanne-Eickel (Regie)
- 2006: Vive la Verité
- 2008: 112 – Sie retten dein Leben
- 2009: Verbotene Liebe
- 2009–2012: Das Haus Anubis
- 2010: Grünes Gold
- 2014–2019: Das digitale Quartett